# Buslijn 683
Lijn 683 van Mechelen Station naar Zaventem Luchthaven is een buslijn van De Lijn in dienst gekomen in het kader van het START-initiatief. Vanaf oktober 2007 rijdt lijn 683 van Mechelen naar de luchthaven Brussels Airport.
Deze lijn rijdt via Hofstade (Vlaams-Brabant), Zemst, Eppegem, Houtem, Vilvoorde en Machelen.

## Dienstregeling
| Van ... tot .... | Schoolweek ma-vr | Schoolvakantie ma-vr | Weekend |
| ---------------- | ---------------- | -------------------- | ------- |
| voor 6:50        | 2x/uur           | 2x/uur               | 1x/uur  |
| 6:50 tot 8:00    | 4x/uur           | 4x/uur               | 1x/uur  |
| 8:00 tot 18:00   | 2x/uur           | 2x/uur               | 1x/uur  |
| 18:00 tot 22:00  | 1x/uur           | 1x/uur               | 1x/uur  |
| na 22:00         | 1x/uur           | 1x/uur               | 1x/uur  |

## Verlenging
Sinds 2015 is er één rit van lijn 683 met een verlenging in Mechelen naar Mechelen Brusselpoort, die bedient tussen Mechelen Station en Mechelen Brusselpoort ook nog de haltes Oude Brusselstraat en Louizastraat.
Deze verlenging is enkel voor het traject in de richting van Mechelen en is de rit van 6:46 (vertrekuur Zaventem Luchthaven). De verleniging is er enkel op weekdagen, en niet tijdens periodes van schoolvakanties en is dan ook specifiek erop gericht schoolkinderen op het traject een verbinding naar de scholen in de buurt van Brusselpoort aan te bieden.

## Opheffing
Vanaf 1 januari 2022 zal deze lijn worden opgeheven volgens de huidige plannen van de vervoersregio's, als reactie hierop zullen buslijnen 280 en 287 die een groot traject delen met lijn 683 vaker gaan rijden.